# 武藤謙二郎
武藤謙二郎（1918年4月20日 - 1973年4月20日）は、日本の大蔵官僚。
横浜税関長、主計局次長（末席）、主計局次長（次席）、関税局長などを務めた。

## 来歴
茨城県出身。東京帝国大学法学部政治学科在学中に高等試験行政科を合格。1944年12月 東京帝大法学部政治学科を卒業。1942年1月 大蔵省入省。専売局長官官房兼主計局属。
1960年7月15日 大臣官房地方課長。1961年6月23日 主税局税関部企画課長。同年11月1日 関税局総務課長。1963年6月1日 横浜税関長。1965年6月18日 主計局次長（末席）。当時の主力産業であった農林業や公共事業などを担当した。1966年7月22日 主計局次長（次席）。1967年8月4日 関税局長。1969年8月6日 退官。
同年11月 日本長期信用銀行常務取締役。

## 略歴
- 1942年1月：大蔵省入省。専売局長官官房 兼 主計局属[1]。
  - 1942年5月：兼 外務省在中国出張。
  - 1942年11月：兼 大東亜属。
- 1943年8月：金沢税務署長。
- 1944年9月：三重県勤務（地方事務官）[3]。
- 1945年8月：主計局。
  - 1946年6月：兼 経済安定本部第四部員（〜1947年5月）。
- 1950年3月：米国出張（公共投資関係研究）（〜1950年7月）。
- 1952年11月：大蔵大臣秘書官（事務担当）。
- 1953年5月：大臣官房調査課。
  - 1953年11月：兼 保安研究所教官。
- 1954年5月：銀行局金融制度調査室長。
- 1956年4月1日：銀行局金融制度調査官。
- 1956年7月：為替局調査課長。
  - 1956年9月：英国出張（日米貿易協定交渉）（〜1957年1月）。
- 1958年6月6日：為替局資金課長。
- 1960年7月15日：大臣官房地方課長。
- 1961年6月23日：主税局税関部企画課長。
- 1961年11月1日：関税局総務課長。
- 1963年6月1日：横浜税関長。
- 1965年6月18日：主計局次長（末席）（給与課、農林、公共事業、運輸、郵政、専売公社を担当）[2]。
- 1966年7月22日：主計局次長（次席）（給与課、農林、建設・公共事業、運輸・国鉄、郵政、電電・専売を担当）[4]。
- 1967年8月4日：関税局長。
- 1969年8月6日：退官。

## その他
- 主計局にも数年間、在籍していたが、キャリア後半はもっぱら関税局や税関の畑となった[5]。また、為替局（後の国際金融局→国際局）のキャリアもあり、国際派とされていた[6]。
- 「税をとるための関税ではいけない。日本経済を強くし、国民生活の水準を高めるための関税でなければ」という持論を掲げている[6]。